# 톈차오구

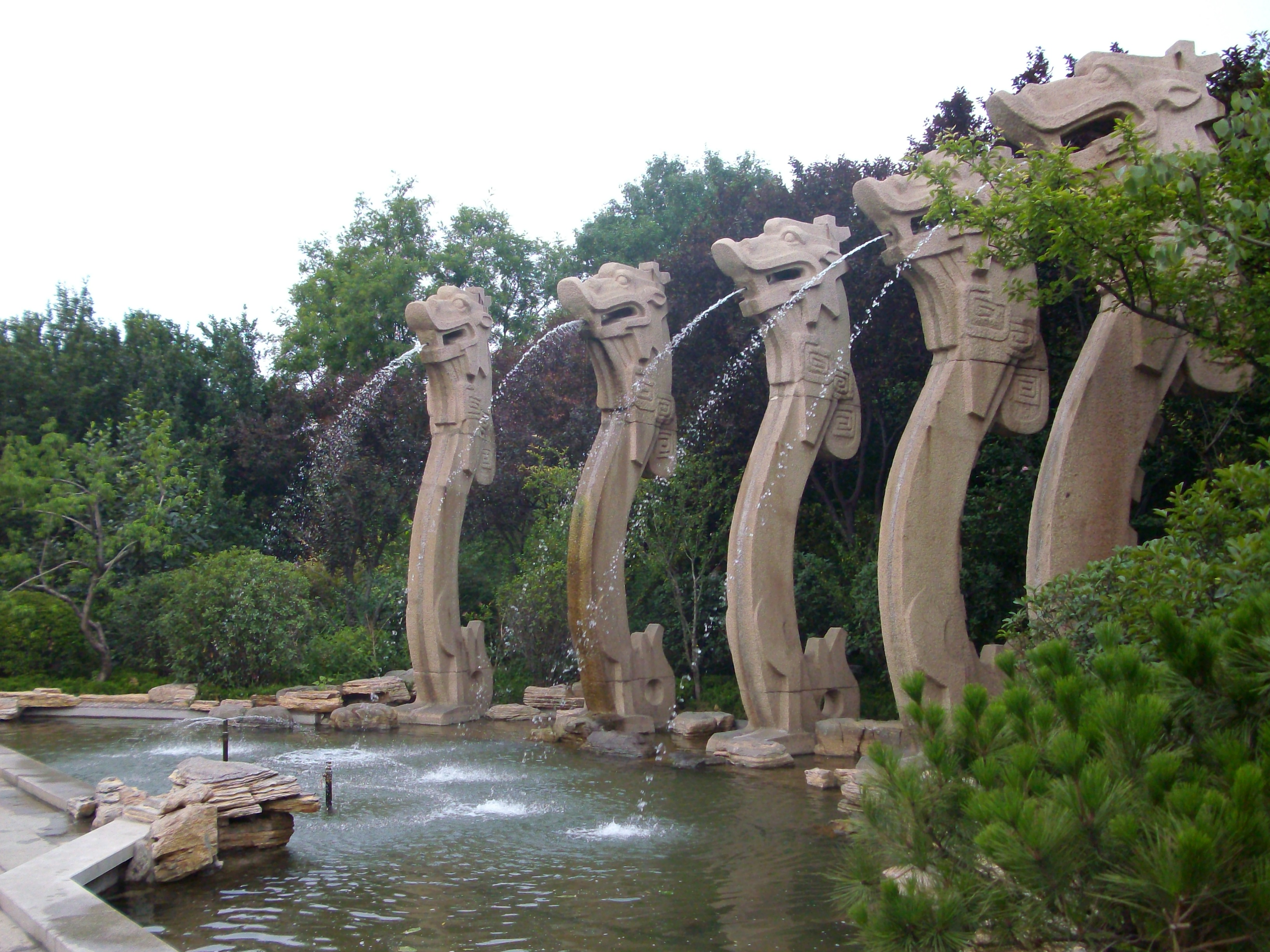

톈차오구(한국어: 천교구, 중국어: 天桥区, 병음: Tiānqiáo Qū)는 중화인민공화국 산둥성 지난시의 현급 행정구역이다. 넓이는 249km2이고, 인구는 2007년 기준으로 500,000명이다.

## 행정 구역
13개 가도, 2개 진을 관할한다.
- 가도: 无影山街道, 天桥东街道, 北村街道, 南村街道, 堤口街道, 北坦街道, 制锦市街道, 宝华街道, 官扎营街道, 纬北路街道, 药山街道, 北园街道, 洛口街道.
- 진: 桑梓店镇, 大桥镇.